# Homologia (àlgebra)

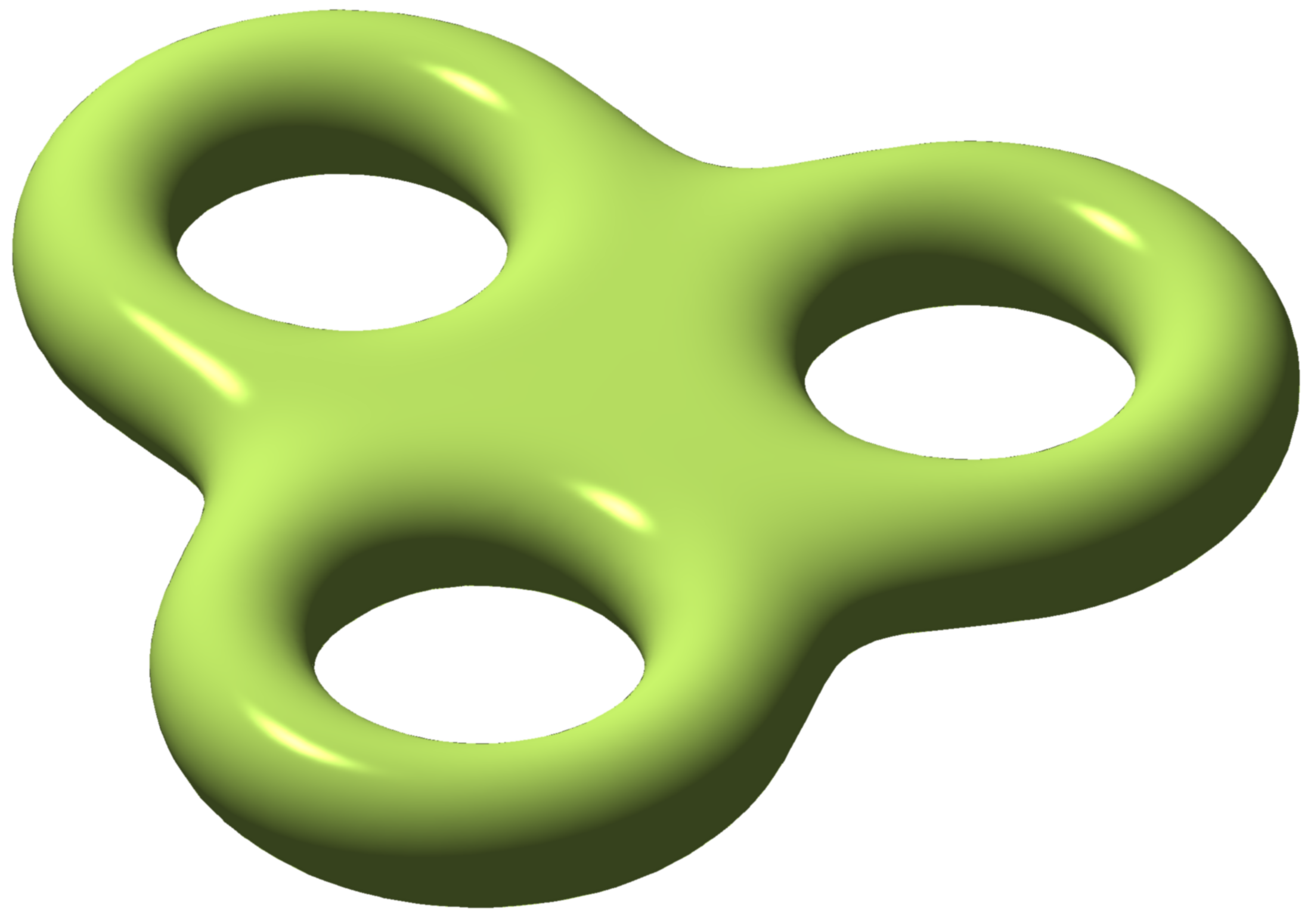
Superfície amb tres forats

Homologia en matemàtiques, és una manera general d'associar una seqüència d'objectes algebraics, com ara mòduls o grups abelians, amb altres objectes matemàtics com espais topològics. Els grups d'homologia es van definir originalment en topologia algebraica. Hi ha construccions similars disponibles en una gran varietat d'altres contextos, com ara àlgebra abstracta, grups, àlgebra de Lie, teoria de Galois i geometria algebraica.

Cicles en una ampolla de Klein

La motivació original per definir els grups d'homologia va ser l'observació que es poden distingir dues formes examinant els seus forats. Per exemple, un cercle no és un disc perquè el cercle té un forat que el travessa mentre que el disc és sòlid, i l'esfera ordinària no és un cercle perquè l'esfera tanca un forat bidimensional mentre que el cercle tanca un forat unidimensional. Tanmateix, com que un forat "no hi és", no és immediatament obvi com definir un forat o com distingir els diferents tipus de forats. L'homologia era originalment un mètode matemàtic rigorós per a definir i categoritzar forats en una varietat. En termes generals, un cicle és una subvarietat tancada, un límit és un cicle que també és el límit d'una subvarietat i una classe d'homologia (que representa un forat) és una classe d'equivalència de cicles mòdul límits. Així, una classe d'homologia està representada per un cicle que no és el límit de cap subvarietat: el cicle representa un forat, és a dir, una varietat hipotètica, el límit de la qual seria aquest cicle, però que "no hi és".

## Homologia de complexes de cadenes
Per prendre l'homologia d'un complex de cadenes, es comença amb un complex de cadenes, que és una seqüència {\displaystyle (C_{\bullet },d_{\bullet })} de grups abelians {\displaystyle C_{n}} (els elements del qual reben el nom de cadenes) i homomorfismes de grups {\displaystyle d_{n}} tals que la composició de dues aplicacions consecutives qualssevol és zero:
{\displaystyle C_{\bullet }:\cdots \longrightarrow C_{n+1}{\stackrel {d_{n+1}}{\longrightarrow }}C_{n}{\stackrel {d_{n}}{\longrightarrow }}C_{n-1}{\stackrel {d_{n-1}}{\longrightarrow }}\cdots ,\quad d_{n}\circ d_{n+1}=0.}
El grup d'homologia {\displaystyle n}-èssim {\displaystyle H_{n}} del complex de cadenes és llavors el grup quocient {\displaystyle H_{n}=Z_{n}/B_{n}} de cicles modulo les fronteres, on el grup {\displaystyle n}-èssim de cicles {\displaystyle Z_{n}} ve donat pel subgrup nucli {\displaystyle Z_{n}:=\ker d_{n}:=\{c\in C_{n}\,|\;d_{n}(c)=0\}}, i el grup de fronteres {\displaystyle n}-èssim {\displaystyle B_{n}} ve donat pel subgrup imatge {\displaystyle B_{n}:=\mathrm {im} \,d_{n+1}:=\{d_{n+1}(c)\,|\;c\in C_{n+1}\}}. Opcionalment, es pot dotar als complexos amb estructura addicional, per exemple prenent addicionalment els grups {\displaystyle C_{n}} com a mòduls sobre un anell de coeficients {\displaystyle R}, i prenent les aplicacions frontera {\displaystyle d_{n}} com a {\displaystyle R}-homomorfismes de mòdul, donant com a resultat els grups homològics {\displaystyle H_{n}} que són també mòduls quocient. Es poden utilitzar eines de l'àlgebra homològica per relaciona els grups homològics amb diferents complexes de cadena.

## Teories homològiques
Per tal d'associar una teoria homològica a altres tipus d'objectes matemàtics, primer es dona una prescripció per associar complexes de cadena a l'objecte en qüestió, i després es pren l'homologia d'aquell complex de cadena. Perquè la teoria homològica sigui vàlida, tots els complexos de cadenan associats al mateix objecte matemàtic han de tenir la mateix homologia. La teoria homològica resultant sovint rep el nom del tipus de complex de cadena prescrit. Per exemple, l'homologia singular, l'homologia de Morse, l'homologia de Khovanov i l'homologia de Hochschild són resepctivament obtingudes a partir de complexes de cadena singular, complexes de Morse, complexes de Khovanov i complexes de Hochshild. En altres casos, com en el de l'homologia de grup, hi ha múltiples mètodes que s'utilitxen habitualment per calcular els mateixos grups d'homologia.
En el llenguatge de la teoria de categories, una teoria homològica és un tipus de functor de la categoria de l'objecte matemàtic sota estudi a la categoria de grups abelians o homomorfismes de grup, o més generalment a la categoria corresponent al complex de cadena associat. També es poden formular teories homològiques com functors derivats en categories abelianes aproximades, mesurant l'error d'un functor apropiat com a exacte. Es pot descriure aquesta darrera construcció explícitament en termes de resolucions, o més abstractament des de la perspectiva de categories derivades o categories model.
Independentment de com són formulades, les teories homològiques ajuden a proporcionar informació sobre l'estructura dels objectes matemàtics a què estan associats, i de vegades permeten distingir objectes diferents.

## Construcció de grups homològics
El següent text descriu un algorisme general per construir grups homològics. Pot ser-li més fàcil al lector veure primer alguns exemples simples: homologia de graf i homologia simplicial.
La construcció general comença amb un objecte com ara un espai topològic X, en què primer es defineix un complex de cadena C(X) que codifica informació sobre X. Un complex de cadena és una seqüència de grups abelians o mòduls {\displaystyle C_{0},C_{1},C_{2},\ldots }. connectats per homomorfismes {\displaystyle \partial _{n}:C_{n}\to C_{n-1},} que reben el nom d'operadors de frontera. És a dir,
{\displaystyle \dotsb {\overset {\partial _{n+1}}{\longrightarrow \,}}C_{n}{\overset {\partial _{n}}{\longrightarrow \,}}C_{n-1}{\overset {\partial _{n-1}}{\longrightarrow \,}}\dotsb {\overset {\partial _{2}}{\longrightarrow \,}}C_{1}{\overset {\partial _{1}}{\longrightarrow \,}}C_{0}{\overset {\partial _{0}}{\longrightarrow \,}}0}
on 0 denota el grup trivial i {\displaystyle C_{i}\equiv 0} per i < 0. També és un requeriment que la composició de dos operadors de frontera consecutius qualssevol sigui trivial. És a dir, per tot n,
{\displaystyle \partial _{n}\circ \partial _{n+1}=0_{n+1,n-1},}
o sigui, l'aplicació constant envia tot element de {\displaystyle C_{n+1}} al grup identitat en {\displaystyle C_{n-1}.}
L'afirmació que la frontera d'una frontera és trivial és equivalent a l'afirmació que {\displaystyle \mathrm {im} (\partial _{n+1})\subseteq \ker(\partial _{n})}, on {\displaystyle \mathrm {im} (\partial _{n+1})} denota la imatge de l'operador frontera i {\displaystyle \ker(\partial _{n})} el seu nucli. Els elements de {\displaystyle B_{n}(X)=\mathrm {im} (\partial _{n+1})} són anomenats fronteres i els elements de {\displaystyle Z_{n}(X)=\ker(\partial _{n})} reben el nom de cicles.
Com que cada grup cadena Cn és abelià, tots els seus subgrups són normals. Llavors, com que {\displaystyle \ker(\partial _{n})} és un subgrup de Cn, {\displaystyle \ker(\partial _{n})} és abelià, i com que {\displaystyle \mathrm {im} (\partial _{n+1})\subseteq \ker(\partial _{n})} llavors {\displaystyle \mathrm {im} (\partial _{n+1})} és un subgrup normal de {\displaystyle \ker(\partial _{n})}. Llavors es pot crear el grup quocient
{\displaystyle H_{n}(X):=\ker(\partial _{n})/\mathrm {im} (\partial _{n+1})=Z_{n}(X)/B_{n}(X),}
anomenat el grup homològic n-èssim de X. Els elements de Hn(X) reben el nom de classes homològiques. Cada classe homològica 
es una classe d'equivalència sobre cicles i dos cicles en la mateixa class homològica es diu que sòn homòlogues.
Es diu que un complex de cadena és exacte si la imatge de l'aplicació (n+1)-èssima és sempre igual al nucli de l'aplicació n-enèsima. Per tant, els grups homològics de X mesuren "com de lluny" està el complex de cadena associat a X de ser exacte.
Els grups homològics reduïts d'un complex de cadena C(X) es defineixen com homologies del complex de cadena augmentat
{\displaystyle \dotsb {\overset {\partial _{n+1}}{\longrightarrow \,}}C_{n}{\overset {\partial _{n}}{\longrightarrow \,}}C_{n-1}{\overset {\partial _{n-1}}{\longrightarrow \,}}\dotsb {\overset {\partial _{2}}{\longrightarrow \,}}C_{1}{\overset {\partial _{1}}{\longrightarrow \,}}C_{0}{\overset {\epsilon }{\longrightarrow \,}}\mathbb {Z} {\longrightarrow \,}0}
on l'operador frontera {\displaystyle \epsilon } és
{\displaystyle \epsilon \left(\sum _{i}n_{i}\sigma _{i}\right)=\sum _{i}n_{i}}
per una combinació {\displaystyle \sum n_{i}\sigma _{i},} de punts {\displaystyle \sigma _{i},} que són generadors fixes de C0. Els grups homològics reduïts {\displaystyle {\tilde {H}}_{i}(X)} coincideixen amb {\displaystyle H_{i}(X)} per {\displaystyle i\neq 0.} La {\displaystyle \mathbb {Z} } extra en el complex de cadena repreneta l'aplicació única {\displaystyle [\emptyset ]\longrightarrow X} del símplex buit a X.
Calcular els grups de cicle {\displaystyle Z_{n}(X)} i de frontera {\displaystyle B_{n}(X)} és sovint més aviat difícil ja que tenen un nombre molt gran de generadors. D'altra banda, hi ha eines que simplifiquen la tasca.
Els grups d'homologia simplicial Hn(X) d'un complex simplicial X són definits utilitzant el complex de cadena simplicial C(X), on Cn(X) és el grup abelià lliure generat pels n-símplices de X.
Els grups d'homologia singular Hn(X) es defineixen per qualsevol espai topològic X, i coincideixen amb els grups homològics simplicials en el cas de complexes simplicials.
Els grups cohomològics són formalment similars als grups homològics: es comença amb un complex de cocadena, que és el mateix que un complex de cadena però sense fletxes, ara denotat com {\displaystyle d_{n},} apunten a la direcció de n creixent en comptes de n decreixent; llavors els grups {\displaystyle \ker \left(d^{n}\right)=Z^{n}(X)} de cocicles i {\displaystyle \mathrm {im} \left(d^{n-1}\right)=B^{n}(X)} de cofronteers segueixen de la mateixa descripció. El grup cohomològic n-èssim de X és llavors el grup quocient
{\displaystyle H^{n}(X)=Z^{n}(X)/B^{n}(X),}
en analogia amb el grup homològic n-èssim.

## Aplicacions

### Aplicacions en matemàtiques pures
S'han demostrat teoremes notables fent ús del concepte d'homologia, com ara:
- El teorema del punt fix de Brouwer: si f és una funció continua qualsevol de la bola Bn a si mateixa, llavors hi ha un punt fix {\displaystyle a\in B^{n}} amb {\displaystyle f(a)=a.}
- Invariància del domini: si U és un conjunt obert de {\displaystyle \mathbb {R} ^{n}} i {\displaystyle f:U\to \mathbb {R} ^{n}} és una funció contínua injectiva, llavors {\displaystyle V=f(U)} és obert i f és un homeomorfisme entre U i V.
- El teorema de la bola peluda: qualsevol camp vecotiral continu en la 2-esfera (o més generalment, la 2k-esfera per tot {\displaystyle k\geq 1}) val zero en algun punt.
- El teorema de Borsuk-Ulam: tota funció contínua d'una n-esfera a l'n-espai euclidià mapeja una certa parella de punts antipodals al mateix punt. (Dos punts en una esfera reben el nom d'antipodals si es troben en direccions exactament contràries respecte del centre de l'esfera.)
- Invariància de dimensió: si els subconjunts oberts no buits {\displaystyle U\subseteq \mathbb {R} ^{m}} i {\displaystyle V\subseteq \mathbb {R} ^{n}} són homeomòrfics, llavors {\displaystyle m=n.}[11]

### Aplicacions en ciència i enginyeria
En anàlisi topològica de dades, es tenen en compte els conjunts de dades com a núvols de punts mostrejats d'una varietat diferenciable o d'una varietat algebraica que es troba en l'espai euclidià. Connectant els punts amb els més propers del veïnat en el núvol en un triangulació, es crea una aproximació simplicial de la varietat i se'n pot calcular l'homologia simplicial. Trobar tècniques per calcular l'homologia de forma robusta utilitzant diverses estratègies de triangulació a diferents escales longitudinals és un tema de l'homologia persistent.
En xarxes de sensors sense fils, els sensors poden comunicar informació via una xarxa ad-hoc qui canvia dinàmica amb el temps. Per entendre el context global d'aquest conjunt de mesures locals i camins de comunicació, és útil compara l'homologia de la topologia de xarxa per avaluar, per exemple, forats en la cobertura.
En teoria de sistemes dinàmics en física, Poincaré va ser un dels primers a considerar la interacció entre les varietats invariants d'un sistema dinàmic i els seus invariants topològics. La teoria de Mors relaciona la dinàmica d'un flux gradient en una varietat amb, per exemple, la seva homologia. L'homologia de Floer ho estén a varietat de dimensió infinita. El teorema de KAM va establir que les òrbites periòdiques poden seguir trajectòries complexes; en particular, poden formar trenes que es poden estudiar utilitzant l'homologia de Floer.
En una classe de mètode d'elements finits, alguns problemes de condicions de frontera consistents en equacions diferencials que inclouen l'operador laplacià poden requerir la resolució en dominis topològicament no trivials, per exemple, en simulacions electromagnètiques. En aquestes simulacions, la solució és trobada fixant la classe de cohomologia de la solució en base a les condicions de frontera especificades i a l'homologia del domini. Els dominis del mètode d'elements finits es poden triangular, i d'aquí es pot calcular l'homologia simplicial.